# Streekmuseum Stevensweert/Ohé en Laak

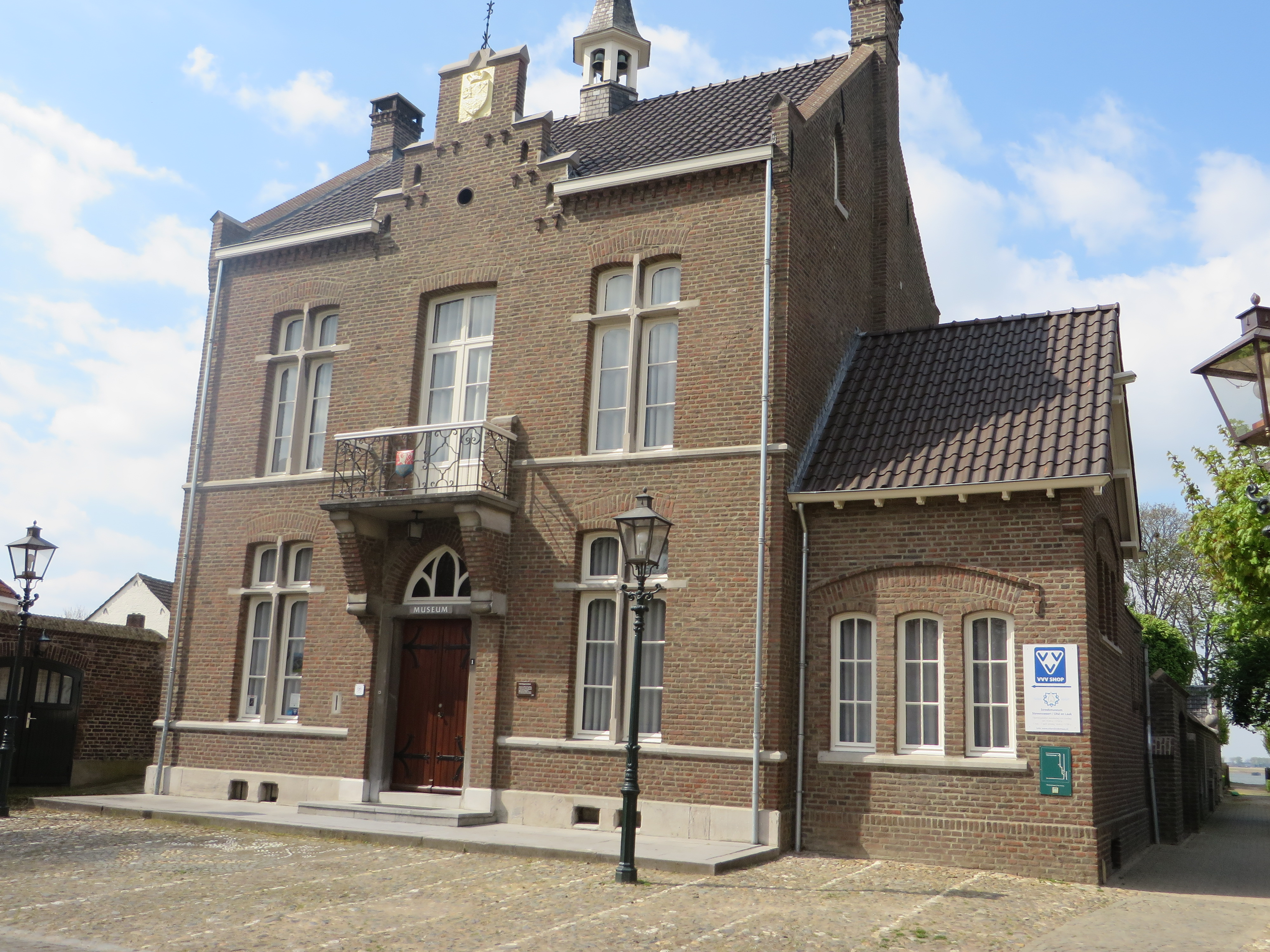
Voormalig raadhuis, nu museum

Het Streekmuseum Stevensweert/Ohé en Laak is een streekmuseum dat zich bevindt in het voormalige raadhuis aan het Jan van Steffenswertplein 1 te Stevensweert.

## Geschiedenis
Het streekmuseum werd geopend in 1983, in het kader van grootscheepse restauratie-activiteiten die in de historische kern plaatsvonden. Aanvankelijk werd het museum ondergebracht in de voormalige hervormde kerk. In 1991 verhuisde de collectie naar het raadhuis, dat door de gemeentelijke herindeling van 1991 leeg was komen te staan. Dit door Pierre Cuypers ontworpen gebouw is van 1858.
De collectie omvat voorwerpen die betrekking hebben op het Eiland in de Maas, tussen de Maas en de Oude Maas gelegen. Dit omvat de plaatsen Stevensweert en Ohé en Laak. Tijdens baggerwerkzaamheden in de Maas kwamen heel wat oudheden boven water, zoals een kokerbijl uit de bronstijd (900 v. Chr.). Ook een replica van een houten Sint-Anna-te-Drieën, van Jan van Steffeswert, behoort tot de verzameling. Ook op de middeleeuwen betrekking heeft een maquette van het voormalige Kasteel Stevensweert, terwijl het nabijgelegen Kasteel Walburg eveneens met een maquette is vertegenwoordigd.
Verder zijn er maquettes en voorwerpen die betrekking hebben op de vestingwerken van Stevensweert, een aantal door de Graven Van den Bergh te Stevensweert geslagen munten, en dergelijke.

Collectie Streekmuseum Stevensweert
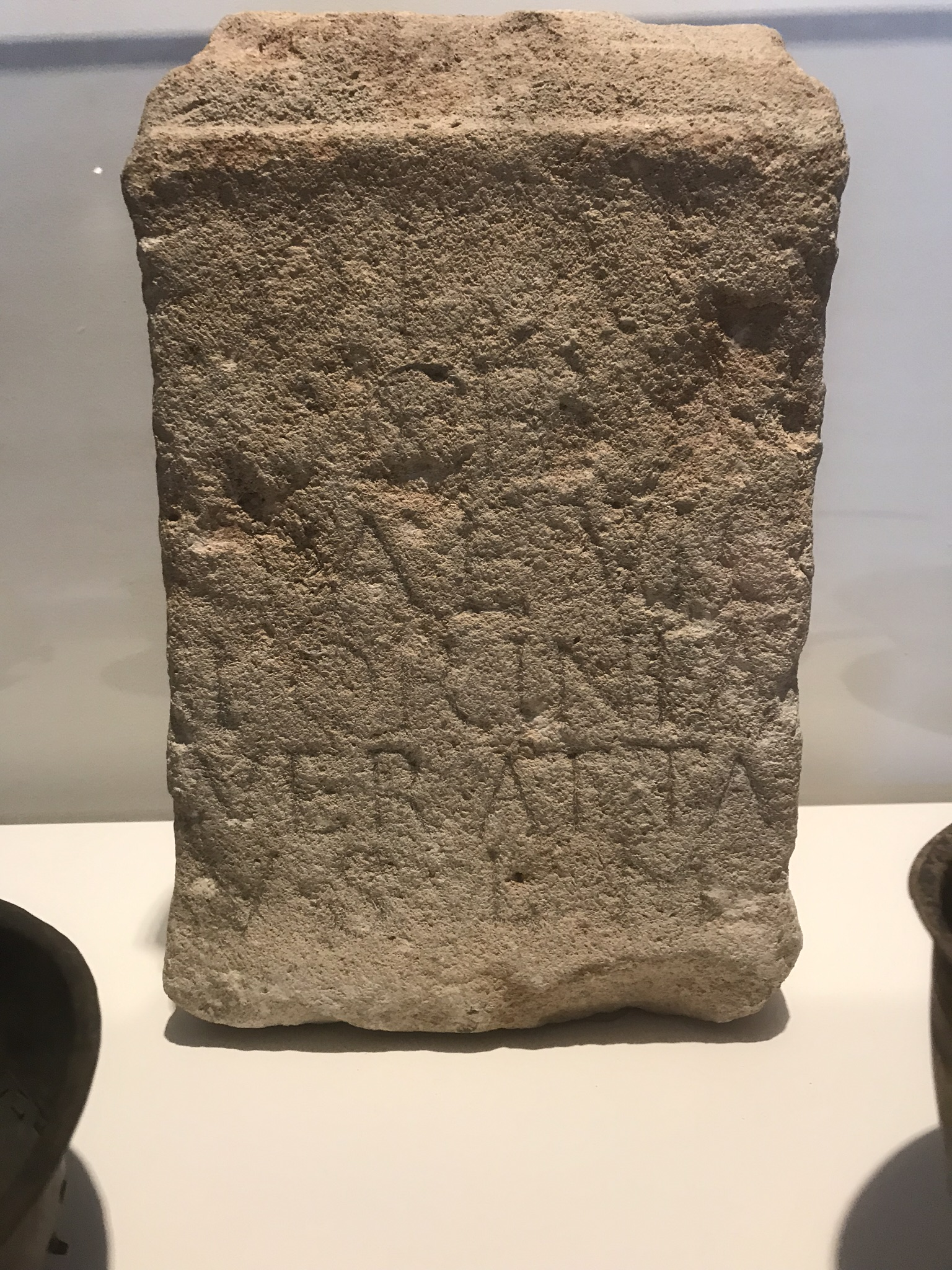
Venusaltaar uit de tweede eeuw met daarop de naam Victorinia Veratta. Gevonden in 1986 bij baggerwerkzaamheden in de buurt van Lith.